# 齋藤次郎 (裁判官)
齋藤 次郎（さいとう じろう、1923年10月7日 - 1986年6月2日）は、日本の裁判官。最高裁判所調査官や長崎地方裁判所長、福岡高等裁判所部総括判事などを務めた。水俣病第一次訴訟の裁判長を務めた。

## 経歴
- 1923年 - 神戸市に生まれる
- 九州大学法学部卒業
- 1951年 - 判事補任官
- 1961年 - 札幌地方裁判所小樽支部判事
- 1963年 - 札幌地方裁判所室蘭支部長
- 1964年 - 東京地方裁判所判事
- 1967年 - 熊本地方裁判所判事
- 1968年 - 熊本地方裁判所部総括判事
- 1973年 - 最高裁判所調査官
- 1977年 - 東京高等裁判所判事
- 1978年 - 福岡高等裁判所部総括判事
- 1980年 - 鹿児島地方裁判所長
- 1982年 - 長崎地方裁判所長
- 1984年 - 福岡高等裁判所部総括判事
- 1985年 - 依願退官
- 1986年 - すい臓がんのため死去、勲二等瑞宝章受章

## 裁判・人物
熊本地方裁判所勤務時には水俣病第一次訴訟に携わり、初めてチッソの過失責任を認める判決を下した。その際、チッソと水俣病患者家族互助会との間で1959年に結ばれた見舞金契約によって支払われた金銭は「お見舞い」であって補償金ではないため、これをもって賠償とするのは金額が低く公序良俗に反するため無効との判断を示し、弁護士費用も含め9億３千万円の賠償を命じた。この額は他の四大公害病訴訟の中では最高額となる。また、1985年には熊本県が公害健康被害補償法で水俣病患者認定を迅速かつ公正に行う義務があるにもかかわらずそれを行っていないとして、原告らが熊本地裁に違法確認を行った「水俣病待たせ賃訴訟」の控訴審判決では1審判決を支持し、国や県の水俣病認定業務の遅れを違法とした。新潟水俣病訴訟で裁判長を務めた宮崎啓一は同期。